# Gmina Holmsland
Gmina Holmsland (duń. Holmsland Kommune) – w latach 1970–2006 (włącznie) jedna z gmin w Danii w ówczesnym okręgu Ringkjøbing Amt. 
Siedzibą władz gminy była miejscowość Hvide Sande. 
Gmina Holmsland została utworzona 1 kwietnia 1970 na mocy reformy podziału administracyjnego Danii. Po kolejnej reformie administracyjnej w roku 2007 weszła w skład nowej gminy Ringkøbing-Skjern.

## Dane liczbowe
- Liczba ludności: (♀ 2735 + ♂ 2550) = 5285
  - wiek 0-6: 8,7%
  - wiek 7-16: 13,4%
  - wiek 17-66: 65,8%
  - wiek 67+: 12,1%
- zagęszczenie ludności: 56,2 osób/km²
- bezrobocie: 3,0% osób w wieku 17-66 lat
- cudzoziemcy z UE, Skandynawii i USA: 250 na 10 000 osób
- cudzoziemcy z krajów Trzeciego Świata: 165 na 10 000 osób
- liczba szkół podstawowych: 2 (liczba klas: 38)